# 오구정
오구정(尾久町)은 도쿄부 기타토시마군에 존재했던 정이다. 1923년에 정으로 승격해 탄생하였다. 현재의 도쿄도 아라카와구 북서부에 해당한다.

## 지리
현재 지명으로는 히가시오쿠, 니시오쿠의 거의 전 지역과 마치야 5초메에서 7초메까지의 대부분에 해당한다.
아라카와의 범람원이며 일반적으로 평평하다.
에도 시대에는 네리마의 무, 센쥬의 파, 메구로의 죽순 등과 함께 우엉의 산지로 유명했다. 메이지 시대에는 그 외에도 수많은 채소가 생산되었다.
오구스역의 위치는 북구이며 아라카와구 오구스가 아니다. 다이쇼 시대에는 이 지역이 온천을 중심으로 한 유흥지로 상당한 인지도를 자랑했음을 알 수 있다.

## 역사
- 1889년 5월 1일 - 시정촌제 시행에 의해 오구촌이 성립하였다.
- 1923년 4월 1일 - 정으로 승격해 오구정이 되었다.
- 1932년 10월 1일 - 도쿄시에 편입에 의해, 오구정은 미나미센주정, 닛포리정, 미카와시마정과 합병해, 아라카와구가 되었다.

## 교통

### 철도
- 국철 (→ JR동일본)
  - 도호쿠 본선 (우쓰노미야선)
- 오지 전기철도
  - 아라카와샤코마에 정류장

## 참고문헌
- 交詢社編『日本紳士録 第38版』交詢社、1934年。
- 北豊島郡農会編『北豊島郡誌』、1918年（大正7年）11月10日発行、1979年（昭和54年）9月25日復刻版発行。
- 新編武蔵風土記稿
  - 〈峡田領〉. 《新編武蔵風土記稿》. 巻ノ14豊島郡ノ6. 内務省地理局. 1884년 6월. NDLJP:763977/53. 다음 글자 무시됨: ‘和書’ (도움말); 
  - 〈上尾久村〉. 《新編武蔵風土記稿》. 巻ノ14豊島郡ノ6. 内務省地理局. 1884년 6월. NDLJP:763977/61. 다음 글자 무시됨: ‘和書’ (도움말); 
  - 〈下尾久村〉. 《新編武蔵風土記稿》. 巻ノ14豊島郡ノ6. 内務省地理局. 1884년 6월. NDLJP:763977/62. 다음 글자 무시됨: ‘和書’ (도움말); 
  - 〈岩淵領〉. 《新編武蔵風土記稿》. 巻ノ17豊島郡ノ9. 内務省地理局. 1884년 6월. NDLJP:763977/92. 다음 글자 무시됨: ‘和書’ (도움말);